# Masseeëlla flueggeae
Masseeëlla flueggeae är en svampart som beskrevs av Syd. 1928. Masseeëlla flueggeae ingår i släktet Masseeëlla, ordningen Pucciniales, klassen Pucciniomycetes, divisionen basidiesvampar och riket svampar.   Inga underarter finns listade i Catalogue of Life.